# کیم جو آه
کیم جو آه (کره‌ای: 김주아؛ زادهٔ ۴ ژانویه ۲۰۰۴) بازیگر اهل کره جنوبی است. او به خاطر ایفای نقش در نفرین‌شده، یک فنجان قهوه میل دارید؟ و ما همه مرده‌ایم شناخته می‌شود.

## فیلم‌شناسی

### مجموعه تلویزیونی
| سال  | عنوان                    | نقش           | منابع  |
| ---- | ------------------------ | ------------- | ------ |
| ۲۰۲۰ | نفرین‌شده                 | ایم جین هی    | [ ۱۱ ] |
| ۲۰۲۱ | یک فنجان قهوه میل دارید؟ | سو هه جی      |        |
| ۲۰۲۲ | ما همه مرده‌ایم           | یون ای ساک    | [ ۱۲ ] |
| ۲۰۲۳ | دوز روزانه آفتاب         | پارک بیونگ هی |        |
| ن/م  | منتالیست                 | ن/م           |        |